# Acquafondata
 (juillet 2023).
Acquafondata est une commune italienne située dans la province de Frosinone, dans la région du Latium, en Italie centrale, à l'emplacement d'un ancien lac. Elle accueille plusieurs fêtes et festivals, et possède un sanctuaire de Notre-Dame du Carmel, construit après une apparition ayant eu lieu le 16 juillet 1841.

## Géographie
Localisée au milieu d'une vallée et entourée par les montagnes Meta, la ville est située à 926 m d'altitude. Elle se trouve sur une colline de calcaire dominé par Monte Monna Casale (1 395 m d'altitude) dans la zone sud de Mainarde. La vallée, fertile et propice à la production d'excellentes pommes de terre et de légumineuses précieuses, est le fond drainé de l'ancien lac Acquafondata d'où le nom du village. Le travail de restauration, à travers la construction d'un tunnel pour le drainage des eaux malsaines et stagnantes, a commencé en 1882 et voit son achèvement en 1901. Près du hameau de Casalcassinese, se trouvent les sources du ruisseau Rava, qui coule vers le sud-est vers Pozzilli en Molise, avant de rejoindre la rivière San Bartolomeo (l'un des affluents de Volturno).
Les quatre communes limitrophes de la ville sont les suivantes : Filignano, Pozzilli, Vallerotonda et Viticuso. Le hameau de Casalcassinese appartient à la ville.

## Patrimoine culturel
De nombreuses fêtes et festivals sont organisées chaque année dans la ville. Le festival Gnocchi a lieu le dernier dimanche d'août. C'est un grand événement gastronomique et culturel ininterrompu depuis 1961. Le festival des macaronis se déroule au hameau de Casalcassinese le premier dimanche d'août. D'autres fêtes ont lieu dans la ville comme le festival de Zampogne, la fête du Saint Patron Saint Jean-Baptiste qui a lieu le 29 août, les processions du Sanctuaire de Notre-Dame du Carmel qui se déroulent le 16 juillet et le 28 août, la fête de Saint Antoine de Padoue au hameau de Casalcassinese les 17 et 18 août, ainsi que la fête de Saint Rocco à l'église du même nom le 16 août. Le 18 mai, la ville commémore les morts polonais de la Seconde Guerre mondiale.

## Sanctuaire de Notre-Dame du Mont-Carmel

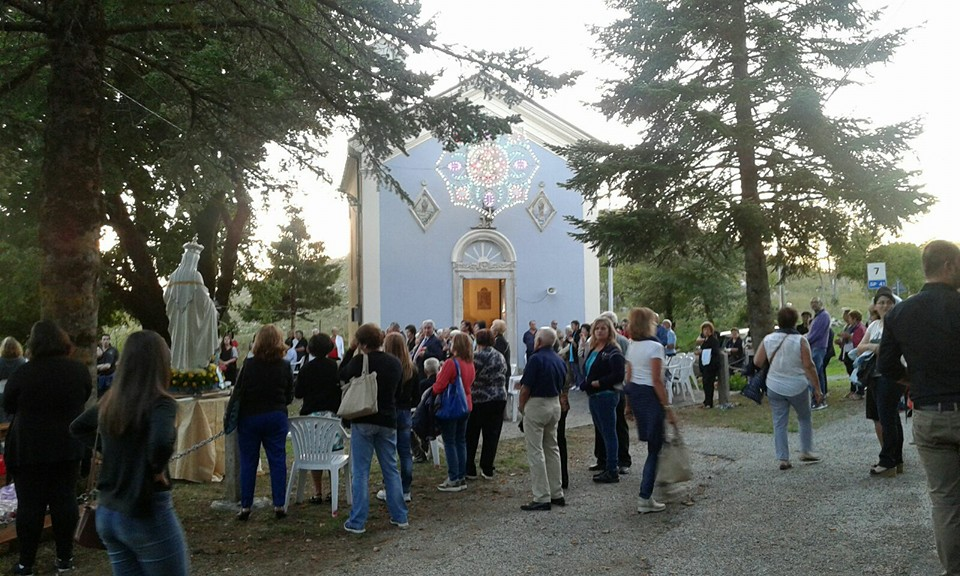
Le sanctuaire de Notre-Dame du Mont-Carmel.

Sur le territoire de la commune se trouve le sanctuaire de Notre-Dame du Mont-Carmel. Il s'agit d'une petite église située au bord de route en forêt. Son importance réside dans sa construction et son histoire.
Elle est érigée à l'endroit où Nicolina Carcillo dit avoir rencontré la Vierge du Carmel le 16 juillet 1841. Selon la tradition, son mari athée, Benedetto Simeone, se convertit par la suite, l'ayant vu déplacer un rocher.[réf. nécessaire]
Le cœur de la structure est l'ancienne chapelle de 1841, fabriqué localement en pierre pouzzolane. À l'intérieur, sur l'autel qui date du XIXe siècle, un haut-relief en marbre représente l'époque de l'apparition. Près de l'ancienne chapelle se trouve une plus grande chapelle, construite dans les années 1930, qui abrite le simulacre en bois de Notre-Dame. À l'extérieur de la grande chapelle, sur la pelouse, se trouve un autel en pierre locale, utilisé l'été pour les célébrations de messes.
À proximité se trouve le sanctuaire du Sacré-Cœur de Jésus, auquel on accède par le chemin « Via Siderum » (le chemin des étoiles). D'autres chemins et aménagements sont empruntables par les amateurs de montagne, et utilisables pour l'accueil du public dans la nature.
Tous les ans, pour célébrer Notre-Dame du Carmel, une procession est organisée le premier dimanche de juillet, où une messe est célébrée par l'évêque. Le sanctuaire reste ensuite ouvert tous les jours pour la célébration de la « sedicina » jusqu'à la date anniversaire du 16 juillet, où la statue de Notre-Dame est redescendue du sanctuaire vers le village, avant d'y être remontée le dernier dimanche de juillet. Une autre procession a également lieu le 28 août.

## Personnalités
Bernard Simeone, homme de lettres français du XXe siècle, vient d'une famille d'Acquafondata émigrée en France.